# Drevviken
Drevviken est un lac situé sur l'île de Södertörn, dans la province historique de Södermanland, dans le comté de Stockholm en Suède. Il est le plus vaste des nombreux lacs du bassin versant du petit fleuve Tyresån. Le lac est à la frontière des communes de Stockholm, Haninge,  Huddinge et Tyresö et est totalement entouré par l'agglomération de Stockholm. Cependant les rives sont en grandes parties des espaces verts, et certaines sections du lacs sont d'ailleurs incluses dans les réserves naturelles de Drevviken (commune d'Huddinge) et la réserve de Flaten (commune de Stockholm).